# ウーヴェ・レスラー
ウーヴェ・レスラー（Uwe Rösler、1968年11月15日 - ）は、ドイツの元サッカー選手、サッカー指導者。元東ドイツ代表。ウーヴェ・ロスラーとも表記される。現在はデンマーク・スーペルリーガのオーフスGFの監督を務めている。
センターフォワードとして、マンチェスター・シティFCなど複数のクラブでプレーした。マンチェスター・シティに所属していた1994-95シーズンから1996-1997シーズンにかけてはチームの得点王になった。カイザースラウテルン所属時にはUEFAチャンピオンズリーグに出場した。

## クラブ歴

### ドイツ
東ドイツのアルテンブルクで生まれたレスラーは、1987年に1.FCロコモティーヴェ・ライプツィヒでキャリアをスタートし、1シーズンを過ごした後1988年にBSGヒェミー・ライプツィヒへ、さらに1989年には1.FCマクデブルクへ移籍した。
1990年から1.FCディナモ・ドレスデンで2シーズンプレーした後、1.FCニュルンベルクへ移籍したが、リーグ戦28試合の出場で得点を挙げられず、2シーズン目にはディナモ・ドレスデンへ期限付きで復帰した。
東側諸国で生まれ育った選手は公式にはアマチュアだと見なされており、ドイツ統一後に西側へと移動し、環境に適応するのは難しいと考えていた。

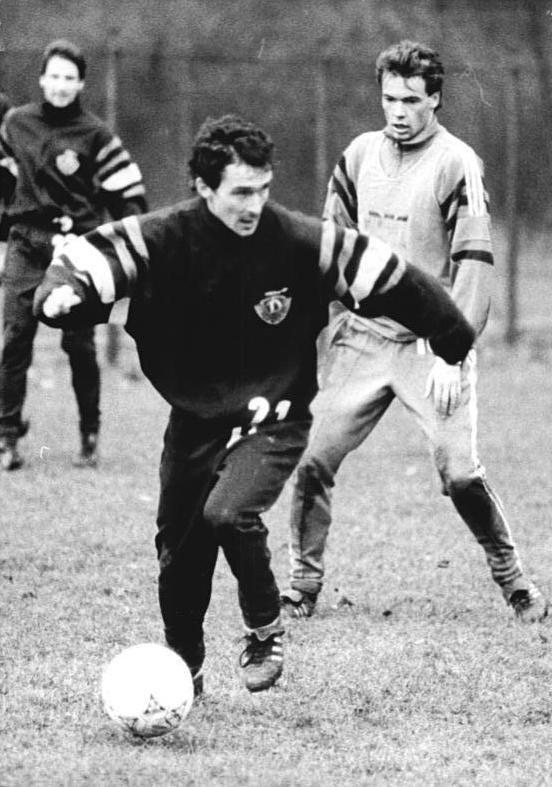
1990年12月、ディナモ・ドレスデンで練習するレスラー（右）とハンス＝ウーヴェ・ピルツ（左）

### マンチェスター・シティ
1994年3月、レスラーはマンチェスター・シティのトライアルに参加した。バーンリーFCのリザーブチームとの試合での出場機会があり、2得点を決めた結果、3か月の期限で加入することになった。
クイーンズ・パーク・レンジャーズFC戦でトップチームでのデビューを飾った。シーズン終了までに12試合に出場し5得点を決め、オフシーズンには長期の契約を勝ち取った。移籍金は37万5千ユーロから50万ユーロと報じられた。
1994-95シーズンは開幕戦でアーセナルFCに3-0で敗れる屈辱的なスタートとなった。ポール・ウォルシュとコンビを組み、怪我で数試合を欠場したにもかかわらず、リーグ戦やカップ戦で計22得点を挙げた。FAカップのノッツ・カウンティFC戦では4得点を挙げた。マンチェスター・シティの選手でFAカップで4得点を挙げたのは、1953年のジョニー・ハート以来であった。このシーズンでレスラーはクラブの得点王になり、クラブの年間最優秀選手にも選ばれた。
1995-96シーズンが始まると、アラン・ボール・ジュニアが監督に就任し、様相が急に変わった。マンチェスター・シティの以前の強みはサイドからの攻撃だったが、ピッチの中央でのプレーに適応しようとした。ウイングからのボールの供給がなく、ピーター・ビーグリーの怪我やウォルシュの移籍もあった中で、レスラーはこのシーズン奮闘していた。
以前所属していたストライカーのナイアル・クインもほとんど同じようなシステムでプレーしていたが、ストライカーにとっては効果的ではなく、レスラーも明らかに不満を感じていた。監督との意見の不一致が明らかになったことでスタメンから外れ、1996年4月6日のマンチェスター・ダービーでもベンチスタートとなったが、途中出場してすぐに驚異的なゴールを決めた。
マンチェスター・シティはチャンピオンシップに降格したが、レスラーはチームに残ることを選択した。翌シーズンはフォーメーションが4-4-1-1に戻されたことの恩恵を受け、再びチームの得点王になった。しかしチームは3部リーグのリーグ1に降格し、1998年5月についにレスラーはシティを離れた。
マンチェスター・シティでは176試合の出場で64得点を挙げ、2009年12月にはシティの殿堂入りが正式に認められた。

### ドイツへの帰還
1998年夏、レスラーはドイツへ戻り、前シーズンのリーグ覇者1.FCカイザースラウテルンへ加入した。最も注目すべき試合は1998年12月9日のUEFAチャンピオンズリーグ 1998-99グループステージHJKヘルシンキ戦で、途中出場ながらハットトリックを達成し、5-2の勝利に貢献した。その後1年でカイザースラウテルンを退団し、テニス・ボルシア・ベルリンへ移籍した。

### サウサンプトン
テニス・ボルシア・ベルリンが2000年夏に破綻すると、グレン・ホドルは無所属となったレスラーに飛び付いた。しかし、ジェームズ・ビーティーが11月から12月にかけて10試合で10ゴールを挙げる活躍を見せたこともあり、レギュラーの座を掴めなかった。さらに股関節の故障で手術が必要となり、数週間離脱した。レスラーは献身的なプレーを見せたが、サウサンプトンでの公式戦の得点は、フットボールリーグカップのマンスフィールド・タウンFC戦のみであった。
2001年5月26日には、1898年からの歴史に幕を下ろすことになったザ・デルでの最後の試合、ブライトン・アンド・ホーヴ・アルビオンFCとの親善試合でゴールを決めた。
翌シーズンの出場機会はわずかで、故障中のスコット・ドビーの代わりとして、2001年10月30日にウェスト・ブロムウィッチ・アルビオンFCへ期限付き移籍した。
10月31日のクリスタル・パレスFCでデビューし、その4日後のノッティンガム・フォレストFC戦でゴールを決めた。ウェスト・ブロムウィッチ・アルビオンでの出場は5試合のみで、2002年1月にドイツ2部のSpVggウンターハヒンクへ移籍した。2001-02シーズンを2位で終え、1部昇格に貢献した。

### リールストロム
2002年7月、レスラーはノルウェーのリールストロムSKに移籍した。2002シーズンは10試合に出場して9得点の成績を残した。
2003シーズン、FKボデ/グリムトとの開幕戦に1-0で勝利した後、X線診断で肺に腫瘍が見つかり、選手人生からの引退を強いられた。
その後化学療法により、腫瘍は完全に治療された。回復してからはコーチライセンスを取得し、サッカーに関わる仕事を続けた。

## 代表歴
1990年1月26日、レスラーはクウェート代表戦で東ドイツ代表デビューを果たした。
ドイツ再統一の21日前、1990年9月21日に開催された東ドイツ代表としての最後の試合、ベルギー代表にも出場した。
東ドイツ代表としては通算5試合に出場し、得点は無かった。

## 監督歴

### リールストロム
肺の腫瘍が完全に回復した後、レスラーはリールストロムに戻り、2005年に監督に就任した。リーグ戦は4位で終え、ノルウェー・カップ、2006年のロイヤルリーグでは決勝に進出したが、優勝は果たせなかった。この結果はリールストロムの役員を満足させるには至らず、2006年11月にコーチのグンナー・ハーレとともに解任された
。

### バイキング
2006年11月22日、レスラーに代わりリールストロムの監督に就任したトム・ノードリーの後任として、バイキングFKの監督に任命された。
2007シーズンのリーグ戦は3位の好成績だった。2009年11月18日に退任した。

### モルデ
2010年8月31日、短期の契約でモルデFKの監督に就任した。リーグ戦の終盤8試合で勝ち点を20から40に倍増させ、残留させることに成功した。
2011シーズンからはオーレ・グンナー・スールシャール監督に交代した。

### ブレントフォード
2010年11月、レスラーは監督としてプレミアリーグに戻りたいという願望を表明した。
2011年6月に2年間の契約でブレントフォードFCの監督に就任した。
ブレントフォードでの初陣はストレーメンIFとの練習試合で、0-0の引き分けに終わった。
ブレントフォードでの1シーズン目は勝ち点67で9位に着け、ここ6年で最も良い成績を収めた。
ブレントフォードの2年目は、2013年4月27日のリーグ戦最終節で2位のドンカスター・ローヴァーズFCに敗れ、チャンピオンシップへの昇格を目前で逃した。0-0で後半アディショナルタイムへ突入し、ブレントフォードがPKを獲得した。ローン移籍で加入していたマルチェッロ・トロッタがキャプテンのケヴィン・オコナーを制してPKを蹴るが、クロスバーを叩いてしまった。このこぼれ球からドンカスターがカウンターを成功させ、ジェームズ・コッピンガーがゴールを決め、昇格とリーグ優勝を決定付けた。
ブレントフォードは昇格プレーオフ圏内の3位でシーズンを終えた。プレーオフ準決勝のスウィンドン・タウンFC戦はPK戦までもつれたが勝利を収めた。しかし決勝のヨーヴィル・タウンFC戦は前半の低調な出来が響き、1-2で敗れた。
2012-13シーズン終了後、チャンピオンシップへの昇格を成し遂げるために、レスラーはチームの大幅な見直しに着手した。夏の移籍市場では13人の選手を獲得した一方、放出されたのはわずか3人だった。レスラーは2013年12月7日に監督を退任した。退任直前の8試合のうち7試合に勝利し、チームの復活に導いた。マーク・ワーバートンが監督を引き継ぎ、2014年4月18日にチャンピオンシップへの昇格が決定した。

### ウィガン・アスレティック
2013年12月7日、レスラーはオーウェン・コイルの後任としてウィガン・アスレティックFCの監督に任命された。
ウィガンで最初に指揮を執った試合はUEFAヨーロッパリーグのNKマリボル戦で、1-2で敗北した。
2014年3月、古巣のマンチェスター・シティとFAカップの準々決勝で対戦し、2-1で勝利した。しかし準決勝のアーセナルFC戦はPK戦の末敗れた。リーグ戦ではチャンピオンシップで5位につけ、昇格プレーオフに進出したが、準決勝のクイーンズ・パーク・レンジャーズFC戦はチャーリー・オースティンに2得点を挙げられ敗れた
。
2014-15シーズン、昇格の本命候補とみられていたウィガンは降格圏に低迷しており、11月13日にレスラーは解任された。
ウィガンのデイブ・ウィーラン会長はレスラーを解任したにもかかわらず、「私は今でも彼を非常に素晴らしい監督だと評価しており、すぐに他の仕事を得られると考えている。幸運を祈る。」と称えた。また、ウィガンをチャンピオンシッププレーオフ準決勝やFAカップ準決勝に導いたレスラーを解任したのは「辛い決断」だったと明かした。
レスラーの後任にはマーキー・マッケイが就任したがシーズン途中で解任され、その後ガリー・コールドウェルが就任したが、リーグ1への降格は防げなかった。

### リーズ・ユナイテッド
2015年5月20日、2年契約でリーズ・ユナイテッドAFCの監督に就任した。
2月にはTSV1860ミュンヘンからのオファーがあったが、イングランドでの仕事を勝ち取るために断っていた。
アシスタントコーチにロブ・ケリー、
GKコーチにリチャード・ハーティス、コーチにジュリアン・ダービーを迎えた。
8月8日、チャンピオンシップの開幕戦は1-1で引き分けた。10月19日、ブライトンに1-2で敗れた後、監督を解任された。12試合で2勝しかできず、18位に低迷していた。
後任には以前ロザラムを率いていたスティーヴ・エヴァンスが就任した。

### フリートウッド・タウン
2016年7月30日、リーグ1開幕の4日前にフリートウッド・タウンFCの監督に就任した。
レスラーが監督を務めた2016-17シーズンは勝ち点82で4位となり、クラブ史上最高の成績を収めた。プレーオフではブラッドフォード・シティAFCに惜しくも敗れ、昇格はならなかった。このシーズンで18試合無敗のクラブ記録も樹立した。
2018年2月17日、公式戦7連敗を喫した後に監督を解任された。

### マルメFF
2018年7月12日、2年半の契約でマルメFFの監督に就任することが発表された。

### フォルトゥナ・デュッセルドルフ
2020年1月29日、フォルトゥナ・デュッセルドルフの監督に就任した。

### オーフス
2022年6月14日、オーフスGFの監督に就任した。

## 監督としてのスタイル
レスラーが率いるチームは高い位置からプレッシャーをかけるスタイルで有名で、選手を試合ごとに入れ替え、4-3-3や3-5-2のフォーメーションを好んだ。
レスラーのスタイルは、その哲学が似ているユルゲン・クロップと比較される。
レスラーのサッカーは「ヘヴィメタル」のような攻撃的サッカーと評され、攻守の素早い入れ替えが特徴である。

## 私生活
レスラーは東ドイツで生まれ育った。1.FCロコモティーヴェ・ライプツィヒ在籍時、秘密警察のシュタージの尋問を受け、西側に亡命しようとしている同僚を密告するように強いられ、その見返りにシュタージはレスラーの始まったばかりのサッカー人生が妨げられないようにすると持ちかけられた。監督の猛烈な介入により、レスラーは彼らの注目から守られた
。
幼少期からイングランドのサッカーのファンで、マンチェスター・シティ在籍時は「故郷」を見つけたと言っており、シティのファンとの絆を築いたのは「自分のキャリアで最大の成果だ」とも述べた。
最終的にはシティの監督になることが自身の指導者としての野望だと何回か語っている。
ノルウェー人の妻との間に2人の息子がいる。長男トニーはトニー・ブック、次男のコリンはコリン・ベルに因んで名付けられた。
2013年、レスラーの自伝『Knocking Down Walls』が刊行された。

## 監督成績
2022年11月6日現在
| クラブ                         | 就任           | 退任           | 記録 | 記録 | 記録 | 記録 | 記録   |
| クラブ                         | 就任           | 退任           | 試   | 勝   | 分   | 敗   | 勝率   |
| ------------------------------ | -------------- | -------------- | ---- | ---- | ---- | ---- | ------ |
| リールストロム                 | 2004年11月1日  | 2006年11月13日 | 56   | 25   | 16   | 15   | 044.64 |
| バイキング                     | 2006年11月22日 | 2009年11月18日 | 89   | 37   | 24   | 28   | 041.57 |
| モルデ                         | 2010年8月30日  | 2010年12月31日 | 8    | 6    | 2    | 0    | 075.00 |
| ブレントフォード               | 2011年6月10日  | 2013年12月7日  | 136  | 60   | 40   | 36   | 044.12 |
| ウィガン・アスレティック       | 2013年12月7日  | 2014年11月13日 | 55   | 22   | 16   | 17   | 040.00 |
| リーズ・ユナイテッド           | 2015年5月20日  | 2015年10月19日 | 12   | 2    | 6    | 4    | 016.67 |
| フリートウッド・タウン         | 2016年6月30日  | 2018年2月17日  | 102  | 43   | 26   | 33   | 042.16 |
| マルメ                         | 2018年6月12日  | 2019年12月13日 | 83   | 51   | 22   | 10   | 061.45 |
| フォルトゥナ・デュッセルドルフ | 2020年1月29日  | 2021年6月30日  | 53   | 20   | 18   | 15   | 037.74 |
| オーフスGF                     | 2022年6月14日  |                | 18   | 8    | 4    | 6    | 044.44 |
| 合計                           | 合計           | 合計           | 612  | 274  | 174  | 164  | 044.77 |